# Josamycin
Josamycin ist ein Antibiotikum aus der Gruppe der Makrolide. Es wird aus Stämmen von Streptomyces narbonensis var. josamyceticus var. nova gewonnen oder alternativ synthetisch hergestellt.

## Pharmakologie
Josamycin wirkt gegen grampositive Bakterien wie Staphylokokken und Streptokokken sowie gegen Mykoplasmen, Chlamydien und viele anaerobe Bakterien. Auch gegen eine Reihe von gramnegativen wie etwa Legionellen, Haemophilus influenzae und Bordetella pertussis ist Josamycin wirksam. Es ähnelt im Wirkprofil somit dem strukturverwandten Erythromycin.

## Handelsnamen
Josalid (A), Josamy (J), Wilprafen (Вильпрафен, RUS)